# Alexej Prokurorov
Alexej Alexejevič Prokurorov (rusky Алексе́й Алексе́евич Прокуро́ров; 25. března 1964, ve vesnici Mišino, Vladimirská oblast, Rusko, SSSR – 10. října 2008, Vladimir) byl sovětský běžec na lyžích ruské národnosti, dvojnásobný medailista ze zimních olympijských her.
Prokurorov získal zlatou medaili v běhu na 30 kilometrů volnou technikou a stříbrnou medaili ve štafetě 4×10 km, obě na Zimních olympijských hrách 1988 v Calgary.
Během zahajovacího ceremoniálu Zimních olympijských her 1998 v Naganu a opět na Zimních olympijských hrách 2002 v Salt Lake City byl vlajkonošem ruské výpravy.
Zemřel nečekaně 10. října 2008, když přecházel přes silnici, kde jej srazil podnapilý řidič. Byl na místě mrtev.